# Lanternarius gemmatus
Lanternarius gemmatus är en skalbaggsart som först beskrevs av Horn 1890.  Lanternarius gemmatus ingår i släktet Lanternarius och familjen strandgrävbaggar. Inga underarter finns listade i Catalogue of Life.